# Berrie
Berrie ist eine französische Gemeinde mit 253 Einwohnern (Stand 1. Januar 2022) im Département Vienne in der Region Nouvelle-Aquitaine; sie gehört zum Arrondissement Châtellerault und zum Kanton Loudun.

## Bevölkerungsentwicklung
- 1962: 347
- 1968: 362
- 1975: 304
- 1982: 285
- 1990: 264
- 1999: 266

## Weinbau
Der Ort gehört zum Weinbaugebiet Anjou.